# EHC Eisbären Düsseldorf
Der EHC Eisbären Düsseldorf war ein deutscher Fraueneishockeyverein aus Düsseldorf, der zwischen 1985 und 1989 viermal die deutsche Meisterschaft gewann.

## Geschichte
Als in der Saison 1983/84 vom nordrhein-westfälischen Eishockeyverband erstmals eine Landesmeisterschaft organisiert wurde, nahmen die Eisbären Düsseldorf teil. Zwischen 1985 und 1988 qualifizierten sich die Eisbären über die Landesmeisterschaft Nordrhein-Westfalen beziehungsweise die Qualifikationsrunde Nord an der Endrunde um die Deutsche Meisterschaft, wo sie 1985, 1986 und 1987 Deutscher Frauenmeister wurden. 1988 gewannen die Eisbären die Vizemeisterschaft.
1988 gehörte der EHC Eisbären Düsseldorf zu den Gründungsmitgliedern der Fraueneishockey-Bundesliga, wo er wie im Vorjahr den Mannheimer ERC besiegte und erneut Deutscher Meister wurde. In den Spielzeiten 1989/90 und 1990/91 gelang den Frauen nochmals die Teilnahme an der Finalrunde um die Deutsche Meisterschaft, in der sie beide Male Vizemeister wurden. Anschließend zog sich der Verein aus der Bundesliga zurück und löste sich schließlich 1993 auf.
Als Nachfolger der EHC Eisbären wurde die Damenmannschaft Eisheilige Düsseldorf gegründet, bevor 1998 der DEC Düsseldorf Devils gegründet wurde. Dieser nimmt heute an der Damen-Verbandsliga Nordrhein-Westfalen teil.